# 히코네시

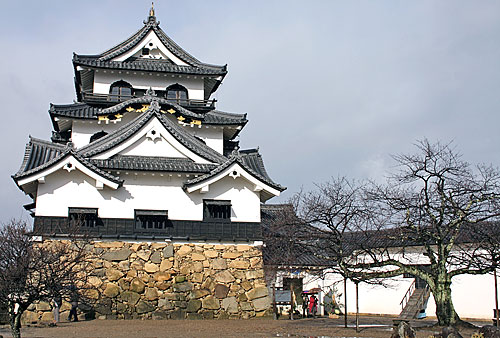
히코네성

히코네시(일본어: 彦根市)는 일본 시가현 북동부에 있는 도시이다. 도리이모토 지구와 이나에 지구를 제외하고는 과거 이누카미군에 속했다.
에도 시대에는 에도 막부의 오른팔 격인 이이씨의 히코네번에 속해 있으면서 교토 주변에서도 유수한 조카마치(성시)로 발달했다. 시가현 동부의 상공업 중심지로 이전에는 오쓰시에 이은 현내 제2의 도시였다. 그 때문에 현재도 히코네 지방기상대, 시가 대학, 재판소 등 각종 기관이 집중하고 있다. 또 나카센도를 따라 다카미야 숙소와 도리이모토 숙소 등 역참 마을이 번창했다.

## 인구
| 연도 | 인구    | ±%     |
| ---- | ------- | ------ |
| 1920 | 55,280  | —      |
| 1930 | 62,877  | +13.7% |
| 1940 | 64,264  | +2.2%  |
| 1950 | 77,606  | +20.8% |
| 1960 | 72,931  | −6.0%  |
| 1970 | 78,753  | +8.0%  |
| 1980 | 89,701  | +13.9% |
| 1990 | 99,519  | +10.9% |
| 2000 | 107,860 | +8.4%  |
| 2010 | 112,156 | +4.0%  |
| 2020 | 113,647 | +1.3%  |

## 지리
비와호와 접하지만 내륙에 위치해 있다. 이부키 산지가 가까운 곳에 있으며 기후는 내륙성 기후를 보인다.
| 히코네시의 기후                                              | 히코네시의 기후 | 히코네시의 기후 | 히코네시의 기후 | 히코네시의 기후 | 히코네시의 기후 | 히코네시의 기후 | 히코네시의 기후 | 히코네시의 기후 | 히코네시의 기후 | 히코네시의 기후 | 히코네시의 기후 | 히코네시의 기후 | 히코네시의 기후 |
| 월                                                           | 1월             | 2월             | 3월             | 4월             | 5월             | 6월             | 7월             | 8월             | 9월             | 10월            | 11월            | 12월            | 연간            |
| ------------------------------------------------------------ | --------------- | --------------- | --------------- | --------------- | --------------- | --------------- | --------------- | --------------- | --------------- | --------------- | --------------- | --------------- | --------------- |
| 역대 최고 기온 °C (°F)                                       | 17.2 (63.0)     | 19.9 (67.8)     | 24.5 (76.1)     | 28.7 (83.7)     | 32.2 (90.0)     | 36.5 (97.7)     | 37.7 (99.9)     | 37.5 (99.5)     | 35.7 (96.3)     | 32.1 (89.8)     | 26.1 (79.0)     | 21.4 (70.5)     | 37.7 (99.9)     |
| 일평균 최고 기온 °C (°F)                                     | 7.1 (44.8)      | 7.7 (45.9)      | 11.6 (52.9)     | 17.4 (63.3)     | 22.6 (72.7)     | 26.0 (78.8)     | 30.2 (86.4)     | 32.1 (89.8)     | 27.6 (81.7)     | 21.8 (71.2)     | 15.6 (60.1)     | 9.9 (49.8)      | 19.1 (66.4)     |
| 일일 평균 기온 °C (°F)                                       | 3.9 (39.0)      | 4.2 (39.6)      | 7.3 (45.1)      | 12.4 (54.3)     | 17.6 (63.7)     | 21.8 (71.2)     | 26.1 (79.0)     | 27.5 (81.5)     | 23.6 (74.5)     | 17.7 (63.9)     | 11.7 (53.1)     | 6.5 (43.7)      | 15.0 (59.0)     |
| 일평균 최저 기온 °C (°F)                                     | 1.0 (33.8)      | 1.0 (33.8)      | 3.5 (38.3)      | 8.1 (46.6)      | 13.5 (56.3)     | 18.4 (65.1)     | 22.9 (73.2)     | 24.1 (75.4)     | 20.2 (68.4)     | 14.0 (57.2)     | 8.0 (46.4)      | 3.2 (37.8)      | 11.5 (52.7)     |
| 역대 최저 기온 °C (°F)                                       | −11.3 (11.7)    | −8.9 (16.0)     | −7.9 (17.8)     | −2.1 (28.2)     | 0.9 (33.6)      | 6.9 (44.4)      | 12.8 (55.0)     | 14.0 (57.2)     | 8.3 (46.9)      | 1.5 (34.7)      | −2.4 (27.7)     | −8.7 (16.3)     | −11.3 (11.7)    |
| 평균 강수량 mm (인치)                                        | 112.0 (4.41)    | 99.6 (3.92)     | 114.9 (4.52)    | 117.3 (4.62)    | 146.9 (5.78)    | 175.6 (6.91)    | 219.0 (8.62)    | 124.6 (4.91)    | 167.7 (6.60)    | 140.7 (5.54)    | 85.8 (3.38)     | 105.9 (4.17)    | 1,610 (63.39)   |
| 평균 강설량 cm (인치)                                        | 36 (14)         | 29 (11)         | 6 (2.4)         | 0 (0)           | 0 (0)           | 0 (0)           | 0 (0)           | 0 (0)           | 0 (0)           | 0 (0)           | 0 (0)           | 11 (4.3)        | 81 (32)         |
| 평균 강수일수 (≥ 0.5mm)                                      | 16.3            | 14.3            | 13.7            | 12.1            | 10.9            | 13.0            | 13.2            | 9.1             | 11.8            | 10.3            | 10.2            | 15.6            | 150.6           |
| 평균 강설일수 (≥ 0cm)                                        | 17.6            | 15.3            | 7.5             | 0.5             | 0               | 0               | 0               | 0               | 0               | 0               | 0.1             | 8.3             | 49.3            |
| 평균 상대 습도 (%)                                           | 75              | 74              | 72              | 70              | 71              | 76              | 77              | 73              | 75              | 74              | 74              | 75              | 74              |
| 평균 월간 일조시간                                           | 99.8            | 115.6           | 162.6           | 183.8           | 197.3           | 154.4           | 169.8           | 213.0           | 162.9           | 163.0           | 134.6           | 106.4           | 1,863.3         |
| 출처: 일본 기상청 (평년값: 1991년~2020년, 극값: 1893년~현재) |                 |                 |                 |                 |                 |                 |                 |                 |                 |                 |                 |                 |                 |

## 역사
- 1871년 8월 29일 - 폐번치현으로 이누카미현의 현청 소재지가 되었다.
- 1872년 9월(음력) - 이누카미현이 시가현에 편입되면서 시가현에 속하게 되었다.
- 1889년 7월 1일 - 히코네역(도카이도 본선)이 개업하였다.
- 1937년 2월 11일 - 히코네정을 포함한 1정 5촌이 합병해 시로 승격했다.
- 1949년 - 시가 대학이 설치되었다.
- 1952년 - 히코네성이 일본 국보로 지정되었다.
- 1957년 4월 3일 - 다카미야정을 편입하였다.
- 1959년 - 국도 8호선이 개통하였다.
- 1964년 - 도카이도 신칸센, 메이신 고속도로가 개통하였다.
- 1968년 4월 1일 - 에치군 이나에정을 편입하였다.

## 교통

### 철도
- 서일본 여객철도
  - 도카이도 본선(비와코선)
    - (← 마이바라시 마이바라역) - 히코네역 - 미나미히코네역 - 가와세역 - 이나에역 - (히가시오미시 노토가와역 →)

- 오미 철도(일본어판)
  - 본선
    - (← 마이바라시 마이바라역) - 후지테크마에역(일본어판) - 도리이모토역(일본어판) - 히코네역 - 히코네세리카와역(일본어판) - 히코네구치역(일본어판) - 다카미야역 (시가현)(일본어판) - (고라정 아마고역(일본어판) →)

  - 다가선(일본어판)
    - 다카미야역 (시가현)(일본어판) - 스크린역(일본어판) - (다가정 다가타이샤마에역(일본어판) →)

### 도로
- 메이신 고속도로
- 국도 8호선
- 국도 제306호선 (일본)(일본어판)